# Nicole Banecki
Nicole Banecki (* 3. September 1988 in West-Berlin) ist eine deutsche Fußballspielerin.

## Karriere

### Vereine
Banecki begann 6-jährig beim SC Tegel mit dem Fußballspielen. Banecki schloss sich 2 Jahre später den Reinickendorfer Füchsen an und wechselte anschließend zum MSV Normannia 08. 16-jährig wurde sie vom Zweitligisten Tennis Borussia Berlin verpflichtet.
Zur Saison 2006/07 wurde sie aufgrund vieler starker Leistungen mit nur 16 Jahren vom Bundesligisten FC Bayern München verpflichtet, für den sie am 8. Oktober 2006 (3. Spieltag) beim 2:1-Heimsieg über den FFC Brauweiler Pulheim debütierte und am 10. Dezember 2006 (10. Spieltag) beim 1:1-Unentschieden im Heimspiel gegen den 1. FFC Turbine Potsdam mit dem Führungstreffer in der 32. Minute auch ihr erstes Bundesligator erzielte. 2009 belegte sie mit den Bayern erst am letzten Spieltag den 2. Platz in der Meisterschaft.
Kurz vor Spielbeginn beim 4:1-Heimsieg gegen den Hamburger SV am 28. Mai 2012 (22. Spieltag) wurde sie vom Verein verabschiedet. Sie unterschrieb im Juli 2012 einen Zweijahresvertrag beim FCR 2001 Duisburg. Für die Duisburgerinnen gab sie ihr Debüt am 23. September 2012 (3. Spieltag) bei der 0:4-Niederlage im Heimspiel gegen 1. FFC Turbine Potsdam mit Einwechslung in der 57. Minute für Jackie Groenen.
Nachdem der Verein im Januar 2013 einen Antrag auf Insolvenz gestellt hatte, verließ sie nach einem halben Jahr Duisburg in Richtung Schweiz und unterschrieb beim A-Nationalligisten SC Kriens. Sie debütierte am 9. März 2013 (16. Spieltag) beim 3:0-Sieg im Heimspiel gegen den FC Thun an der Seite ihrer ehemaligen Münchner Mitspielerin Sarah Puntigam und erzielte in dieser Partie mit dem Treffer zum zwischenzeitlichen 2:0 ihr erstes Tor. Eine Woche später traf sie beim 3:0-Auswärtssieg gegen den FC Yverdon Féminin dreifach. Am 18. April 2014 wechselte Banecki gemeinsam mit Sarah Puntigam zum deutschen Bundesligisten SC Freiburg. Banecki unterschrieb einen Zweijahresvertrag in Freiburg, bis zum 30. Juni 2016. Eine Knieverletzung in der Vorbereitung setzte sie die gesamte Zeit außer Gefecht. Genesen wechselte sie zur Saison 2017/18 zum FC Basel. Kurz nach Start der Saison 2019/20 wechselte sie zum deutschen Bundesligisten Bayer 04 Leverkusen, bei dem sie einen Zweijahresvertrag bis zum 30. Juni 2021 unterschrieb.

### Nationalmannschaft
Banecki spielte im Nationaltrikot für die U-15-, U-17-, U-19-, U-20- und U-23-Auswahl, bevor sie am 7. März 2008 in Albufeira – im Rahmen des Algarve Cups – beim 3:0-Sieg über Finnland ihr Debüt in der A-Nationalmannschaft gab. Die Bemühungen des kamerunischen Verbandes um sie zuvor, fanden so ihr Ende.
Vom 18. bis 29. Juli 2007 nahm sie auf Island an der U-19-Europameisterschaft teil und errang nach dem Gruppensieg, dem 4:2-Halbfinalsieg nach Verlängerung über die Auswahl Frankreichs und dem 2:0-Sieg nach Verlängerung über die Auswahl Englands im Finale den Europameistertitel.
Sie nahm ferner vom 20. November bis 7. Dezember 2008 an der U-20-Weltmeisterschaft teil, stieß als Gruppenzweiter und dem anschließenden 3:2 über Brasilien im Viertelfinale ins Halbfinale vor, das mit 0:1 gegen die Auswahl der USA verloren ging. Als Verlierer gewann sie das Spiel um Platz 3 mit einem 5:3-Sieg über die Auswahl Frankreichs.

## Erfolge
- Dritter der U-20-Weltmeisterschaft 2008
- U-19-Europameisterin 2007
- DFB-Pokal-Siegerin 2012
- Zweiter der Meisterschaft 2009
- Bundesliga-Cup-Siegerin 2011

## Sonstiges
Nicole Banecki wurde als Tochter eines deutschen Vaters und einer kamerunischen Mutter in West-Berlin geboren. Banecki ist der zweieiige und 15 Minuten ältere Zwilling von Sylvie Banecki.
Ihr älterer Bruder Francis Banecki ist ein ehemaliger Fußballer und debütierte am 20. Oktober 2004 im Champions-League-Vorrundenspiel gegen den RSC Anderlecht im Profikader von Werder Bremen. Ihre Mutter ist eine Cousine des ehemaligen kamerunischen Nationalspielers und WM-Teilnehmers Marcel Mahouvé.
Banecki absolvierte 2012 eine Ausbildung zur Sport- und Fitnesskauffrau und Sport- und Gesundheitstrainerin. 2017 begann sie eine Weiterbildung zur staatlich geprüften Betriebswirtin mit dem Schwerpunkt Marketing.